# Сараланд (Алабама)
Сараланд (енгл. Saraland) град је у америчкој савезној држави Алабама. По попису становништва из 2010. у њему је живело 13.405 становника.

## Демографија
Према попису становништва из 2010. у граду је живело 13.405 становника, што је 1.117 (9,1%) становника више него 2000. године.
| Група             | 2000.          | 2010.          |
| Белци             | 10.789 (87,8%) | 11.094 (82,8%) |
| Афроамериканци    | 1.102 (9,0%)   | 1.604 (12,0%)  |
| Азијати           | 56 (0,5%)      | 84 (0,6%)      |
| Хиспаноамериканци | 144 (1,2%)     | 336 (2,5%)     |
| Укупно            | 12.288         | 13.405         |